# Stary Targ
Stary Targ (tyska: Altmark) är en by i Pommerns vojvodskap i norra Polen. Byn har 1 000 invånare (2006), medan Kommunen med samma namn har 6 407 invånare (2013) och är säte för Sztums powiat.

## Historik
Altmark var fram till 1945 en kyrkby nära staden Stuhm i den preussiska provinsen Westpreussen i regeringsområdet Marienwerder.
Genom fransk och engelsk bemedling avslöts där den 16 (26) september 1629 under bar himmel ett stillestånd på 6
år mellan Sverige och Polen. Sverige behöll tills vidare Livland och fick för stilleståndstiden de preussiska städerna Elbing, Braunsberg, Pillau och
Memel med deras områden. Dessa senare blev
"generalguvernementet Preussen" under Axel Oxenstiernas styrelse.